# بينيديكت هوفيديس

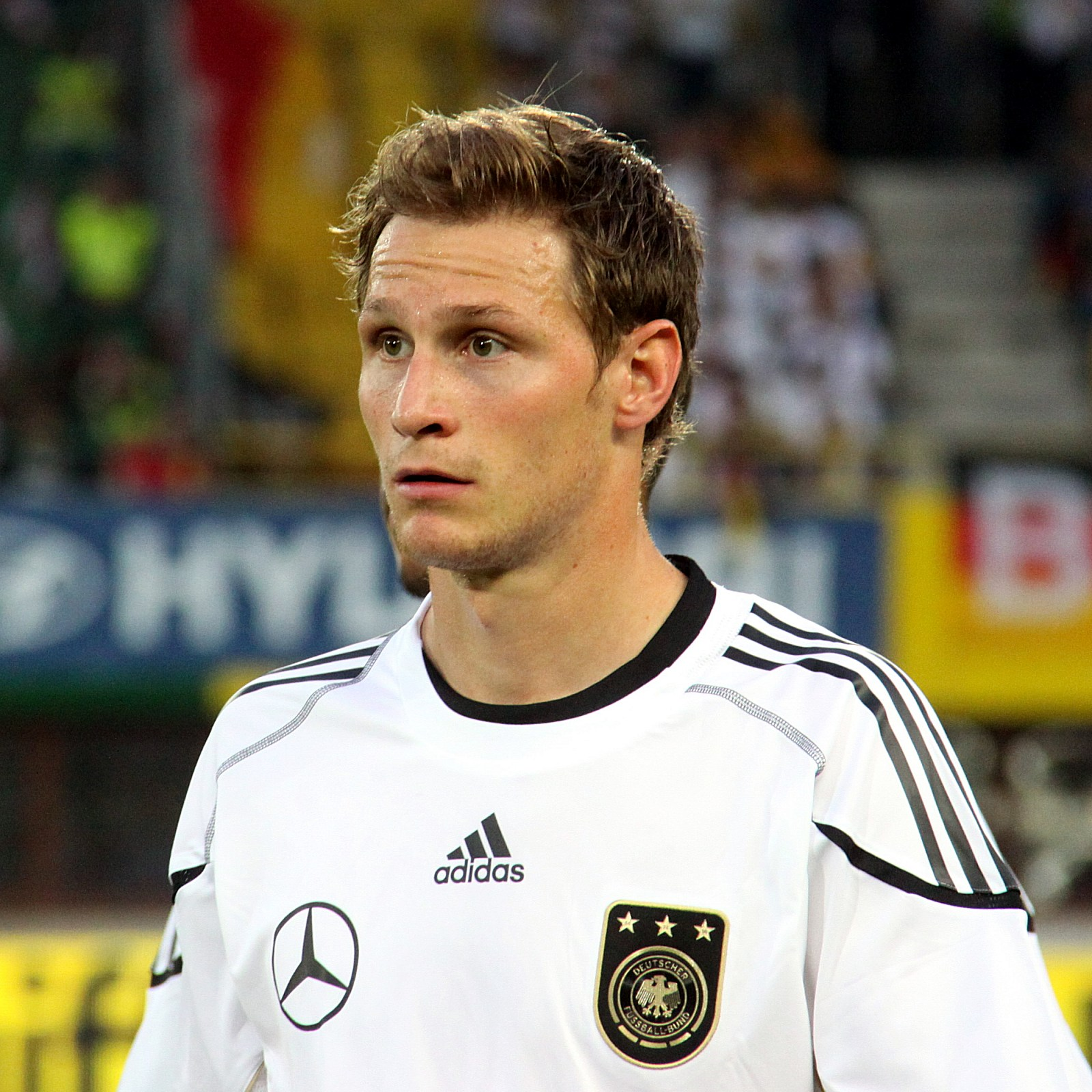
بينيديكت هوفيديس

بينيديكت هوفيديس (بالألمانية: Benedikt Höwedes)‏ (مواليد 29 فبراير 1988 في هالتيرن - ألمانيا الغربية) لاعب كرة قدم ألماني يلعب حاليا لصالح نادي الدرجة الأولى شالكه الألماني منذ 2001 في مركز قلب الدفاع كما يجيد اللعب في مركز الوسط المدافع .

## روابط خارجية
- بينيديكت هوفيديس على موقع الاتحاد الدولي (مؤرشف)  (الإنجليزية)
- بينيديكت هوفيديس على موقع الاتحاد الأوربي (الإنجليزية)
- بينيديكت هوفيديس على موقع إي إس بي إن إف سي (الإنجليزية)
- بينيديكت هوفيديس على موقع قاعدة بيانات كرة القدم.إي يو (الإنجليزية)
- بينيديكت هوفيديس على موقع بيانات كرة القدم. دي إي (الألمانية)
- بينيديكت هوفيديس على موقع ناشيونال فوتبول تيمز (الإنجليزية)
- بينيديكت هوفيديس على موقع Soccerbase.com (لاعب) (الإنجليزية)
- بينيديكت هوفيديس على موقع Soccerway.com (الإنجليزية)
- بينيديكت هوفيديس على موقع عالم كرة القدم.نت (الإنجليزية)
- بينيديكت هوفيديس على موقع AS.com (الإسبانية)